# Phragmidiella ugandana
Phragmidiella ugandana är en svampart som beskrevs av Cummins 1956. Phragmidiella ugandana ingår i släktet Phragmidiella och familjen Phakopsoraceae.   Inga underarter finns listade i Catalogue of Life.